# Persistència acústica
Es coneix com a  persistència acústica  al fenomen pel qual el cervell humà interpreta com un únic so dos sons diferents rebuts en un curt espai de temps. Perquè l'oïda percebi dos sons com diferents, tots dos sons han de tenir una diferència entre si d'almenys 70 ms per sons secs (paraula) i 100 ms per sons complexos.
Si considerem que la velocitat del so és de 344 m/s, perquè es percebin com a diferents dos sons emesos simultàniament, la diferència entre el recorregut directe i el recorregut reflectit del so ha de ser d'almenys aproximadament 34 metres. En el cas que font i receptor estiguin molt a prop, això implica que segons la distància al pla reflector:
- Per sobre de 17 m tenim eco, perquè l'oïda capta el so original i el so reflectit com dos sons diferents.
- Per sota d'una dècima de segon o de 17 m tenim reverberació.

Reverberació i eco poden coexistir si hi ha diversos obstacles a diferents distàncies.